# Lijst van steden aan de Baikal-Amoerspoorweg
Hieronder staat een lijst van steden aan de Baikal-Amoerspoorweg (BAM).

## Steden aan de BAM
| Stad                    | Deelgebied          | Afstand van Tajsjet | Tijdzone                       | Bijzonderheden                                                  |
| ----------------------- | ------------------- | ------------------- | ------------------------------ | --------------------------------------------------------------- |
| Tajsjet                 | oblast Irkoetsk     | 0 km                | Irkoetsktijd (IRKT, UTC+8)     | Knooppunt met de Trans-Siberische spoorlijn, 4515 km van Moskou |
| Bratsk                  | oblast Irkoetsk     | 293 km              | IRKT                           |                                                                 |
| Zjeleznogorsk-Ilimski   | oblast Irkoetsk     | 552 km              | IRKT                           |                                                                 |
| Oest-Koet               | oblast Irkoetsk     | 720 km              | IRKT                           |                                                                 |
| Severobajkalsk          | republiek Boerjatië | 1064 km             | IRKT                           |                                                                 |
| Nizjneangarsk           | republiek Boerjatië | 1092 km             | IRKT                           |                                                                 |
| Severomoejsk-tunnel     | republiek Boerjatië | 1400 km             | IRKT                           |                                                                 |
| Taksimo                 | republiek Boerjatië | 1469 km             | IRKT                           |                                                                 |
| Tynda                   | oblast Amoer        | 2364 km             | Jakoetsktijd (YAKT, UTC+9)     | Knooppunt met de Amoer-Jakoetsk spoorlijn                       |
| Novy Oergan             | kraj Chabarovsk     | 3315 km             | Vladivostoktijd (VLAT, UTC+10) |                                                                 |
| Komsomolsk aan de Amoer | kraj Chabarovsk     | 3837 km             | VLAT                           | Verbinding met Chabarovsk                                       |
| Vanino                  | kraj Chabarovsk     | 4283 km             | VLAT                           |                                                                 |
| Zavety Ilitsja          | kraj Chabarovsk     | 4298 km             | VLAT                           |                                                                 |
| Sovjetskaja Gavan       | kraj Chabarovsk     | 4309 km             | VLAT                           |                                                                 |